# Nermin Bezmen
Nermin Bezmen (ur. 30 kwietnia 1954 r. w Antalyi) - turecka pisarka, poetka i dziennikarka.
Uczyła się w żeńskiej szkole Beşiktaş Atatürk Anadolu Lisesi w Stambule. W ostatniej klasie szkoły średniej wyjechała na stypendium AFS do Stanów Zjednoczonych, ukończyła Basic High School w Nevadzie. Po powrocie do Stambułu kształciła się w Sekreterlik Yüksek Okulu (kolegium sekretarskie) na Uniwersytecie Stambulskim.
W 1980 roku zajęła się rysunkiem węglem drzewnym i akwarelami. Uczyła się tradycyjnej tureckiej sztuki dekoracyjnej pod kierunkiem prof. dr. Süheyla Ünvera, haftu w Topkapı Sarayı Nakışhanesi i przez rok studiowała w İstanbul Devlet Güzel Sanatlar Akademisi (Akademia Sztuk Pięknych, obecnie Mimar Sinan Güzel Sanatlar Üniversitesi). Hobby przekształciło się w działalność zawodową. W 1986 roku tworzyła grafiki w Çamlıca Sanat Evi, a jej prace były prezentowane na wielu wystawach. Pracowała jako prezenterka telewizyjna i radiowa, prowadziła program telewizyjny Ondan Sonra w TRT2.
Jej mężem od 1975 roku był biznesmen Pamir Bezmen (zmarł w 2009 r.), a od 2015 roku aktor Tolga Savacı (zmarł w 2024 r.).

## Twórczość
W 1991 roku wydała tomik poezji Uyandıran Aşk. W 1992 roku ukazała się pierwsza powieść Imperium miłości, która powstała na podstawie historii życia jej dziadka – krymskiego Turka służącego w rosyjskiej armii. W 2014 roku zrealizowano na jej podstawie serial Imperium miłości w reżyserii Hilala Sarala.
- Uyandıran Aşk, 1991
- Imperium miłości, 1992 (Kurt Seyt & Shura, wyd. pol. 2016)
- Imperium miłości, 1994 (Kurt Seyt & Murka, wyd. pol. 2018)
- Zihnimin Kanatları, 1995
- Mengene Göçmenleri, 1996
- Turkuaz'a Dönüş Bilge Nadir-Nevzat'ın Anılarından, 1997
- Kırk Kırık Küp, 1999
- Bir Gece Yolculuğu, 1999
- Bir Duayen'in Hatıratı: Fuad Bezmen, 2002
- Sır, 2006
- Aurora'nın İncileri, 2007
- Sırça Tuzak, 2007
- Bizim Gizli Bahçemizden, 2009
- Gönderilmeyen Aşk, 2010
- Dedem Kurt Seyit ve Ben, 2014